# Mesochorus oranjeanus
Mesochorus oranjeanus är en stekelart som beskrevs av Schwenke 2004. Mesochorus oranjeanus ingår i släktet Mesochorus och familjen brokparasitsteklar. Inga underarter finns listade i Catalogue of Life.